# ジョージ・マディソン
ジョージ・マディソン（英語: George Madison、1763年6月 - 1816年10月14日）は、アメリカ合衆国の軍人、政治家であり、第6代ケンタッキー州知事を務めた。1816年に数週間知事を務めただけで、就任中に死亡した初のケンタッキー州知事になった。その前半生についてはあまり知られていない。バージニア州の影響力あるマディソン家の一員であり、第4代アメリカ合衆国大統領ジェームズ・マディソンの又従兄弟だった。アメリカ独立戦争、北西インディアン戦争、米英戦争という3つの戦争で功績を挙げた。北西インディアン戦争では2度負傷し、米英戦争のフレンチタウンの戦い後には捕虜になった。
マディソンが州知事になる以前は、州監査官として20年間務めたという政歴があるだけだった。その軍歴によってケンタッキー州では人気が非常に高かったが、1816年に州知事選出馬を勧められるまで高位の職を求めてはいなかった。知事選では唯一の対抗馬ジェームズ・ジョンソンがマディソンの人気の高さを見て早期に撤退し、無投票で選ばれることになった。知事に就任してから9週間後、任期中に死亡した初のケンタッキー州知事になった。副知事のガブリエル・スローターが知事を継承したが、これについては異議を申し立てた者もいた。

## 生い立ちと初期の経歴
ジョージ・マディソンは1763年6月にバージニア植民地オーガスタ郡で生まれた[a]。そこは後にロッキンガム郡となった。父はジョン・マディソン、母はアガサ（旧姓ストローサー）だった。兄のジェームズ・マディソンはバージニアの聖公会司祭となり、またウィリアム・アンド・メアリー大学学長を務めた。別の兄にトマス・マディソン大尉がいた。また第4代アメリカ合衆国大統領ジェームズ・マディソンの又従兄弟だった。
地元の学校で教育を受け、また家庭内でも指導を受けた。兵役に就ける年齢に達すると、アメリカ独立戦争では兵卒として大陸軍に従軍した。
マディソンがいつケンタッキー州に移転したかは分かっていないが、リンカーン郡の土地の記録によれば、マディソンと兄弟のガブリエルが、遅くとも1784年にそこに移っていたことを示している。ジェイン・スミスと結婚し、アガサ、ウィリアム、マイラ、ジョージの4人の子をもうけた[b]。妻のジェインは1811年に死んだ。

## 北西インディアン戦争での従軍
マディソンは北西インディアン戦争のときにケンタッキー州民兵隊に加入した。1791年11月4日に起きたウォバシュの戦いでアメリカ軍が敗北したときは、セントクレア軍の准大尉だった。戦闘後に撤退しているとき、ウィリアム・ケナンという兵士が、丸太の上に座っているマディソンを見つけた。ケナンはインディアンに追われており、マディソンにも走るよう促したが、マディソンは既に危ない状況にあることを認識しており、立ち上がって重傷を負い多量に血を流していることを示した。ケナンはそれ以前に見ていた乗り手のいない馬を探してきて、マディソンを馬に乗せ、二人で脱出した。
この戦争の後半、マディソンはジョン・アデア少佐（後のケンタッキー州知事）の下に仕えた。1792年11月5日、アデアの部隊がセントクレア砦の近くで宿営しているときに、リトル・タートル酋長が指揮するインディアン部隊に襲撃された。アデアは撤退を命じ、兵士を集めて3つの集団に分けた。マディソンが指揮した集団には敵の側面に向かうよう命じたが、これがうまくいかず、マディソンは再度負傷した。その後アデアはセントクレア砦に撤退した。アデアがジェイムズ・ウィルキンソン准将に提出した報告書では、「マディソンの勇敢さと行動にはコメントのしようがない。それは良く知られている」と記していた。

## 政歴
1796年3月7日、ケンタッキー州知事アイザック・シェルビーが、マディソンを公会計監査官に指名した。マディソンはこの職を20年間務めており、一度もそれ以上高い役職を求めることはなかったが、歴史家のルイス・コリンズは「人々が与えるものの中で、少しの懇願も無ければ彼が容易に得られるような役職は無かった」と述べている。1800年、フランクリン郡のケンタッキー神学校理事になった。1806年12月5日、大陪審を務め、アーロン・バーを反逆罪で告発することを拒否した。この年後半で、ケンタッキー銀行の取締役に指名された。
米英戦争のとき、シェルビー知事が北西方面軍に従軍する志願兵を招集した。ジョン・アレンが連隊を立ち上げ、マディソンはその副指揮官となった。この連隊はケンタッキー州志願兵第1ライフル銃連隊と呼ばれ、フレンチタウンの戦いではジェイムズ・ウィンチェスターの下で戦った。ウィンチェスターがイギリス軍ヘンリー・プロクター将軍に捕まえられたが、マディソンが指揮した約400名の部隊が、イギリス軍の数度にわたる攻撃を跳ね返した。マディソン隊の兵士は、イギリス軍の中で白旗が振られたときに自軍が勝ったと思ったが、実際にはイギリス軍に捕まったウィンチェスターがマディソン隊に降伏するよう命令するつもりで振られたものだった。マディソンは、旗を振っているのがウィンチェスターだと分かると、捕虜となったウィンチェスターにはその命令を発する権限がないと判断して、降伏を拒んだ。プロクターはマディソンに無条件降伏を要求したが、マディソンはその条件として、プロクター配下のインディアンからアメリカ兵捕虜を保護することを含めるよう主張した。プロクターは当初無条件降伏以外の全てを拒んでいたが、マディソンがアメリカ兵は「出来る限り勇敢に抵抗するつもりだ」と公言したあとは、プロクターの方が折れた。
プロクターは兵士の数と同じくらいの捕虜が居たので、合意した条件を強制できる立場になかった。下士官は釈放され、故郷に帰ることを認められた。マディソンとその他の士官はマルデン砦に連れて行かれ、その後ケベック市の刑務所に移動した。負傷したアメリカ兵はアメリカ人の医者に治療された。この戦闘から間もなく、インディアンがアメリカ軍の物資を略奪し、その中には大量のウィスキーが含まれていた。酔っぱらい暴力的になったインディアンは負傷したアメリカ兵の多くを虐殺した。これはレーズン川の虐殺と呼ばれることになった。
マディソンは捕虜になった1年後に、捕虜交換の一部として刑務所から釈放された。ケンタッキー州に戻ると、1814年9月6日の公的ディナーの席で、その労を労われた。1816年に健康が悪化したために公会計監査官を辞任したが、大衆の要求に屈して、その年後半に州知事選挙の候補者になった。もう一人の候補者ジェイムズ・ジョンソンはマディソンの人気の高さを見て選挙戦から撤退し、マディソンは無投票で知事に選出された。

## 死とその後
マディソンは当選後に療養のためにブルーリックス・スプリングスに旅行したが、体力が弱ったために、就任のときにフランクフォートまで戻って来られなかった。バーボン郡治安判事が1816年9月5日に、ブルーリックス・スプリングスで就任式を取り仕切った。知事として唯一の公式な行動は、チャールズ・S・トッド大佐を州務長官に指名したことだった。任期開始の8月5日から2か月強が経った1816年10月14日、マディソンは死んだ。フランクフォート墓地に埋葬されている。
マディソンは任期中に死亡したことでは初のケンタッキー州知事だった。副知事のガブリエル・スローターに対抗する者達は、即座にスローターが知事に昇格することに異議を申し立てた。彼等は州民の投票で選出されていない者は知事になるべきでないと主張した。ケンタッキー州議会下院では特別知事選挙を行う案が直ぐに成立したが、上院では18票対14票で否決された。スローターは知事の権限を行使することを認められたが、多くの政府関係者や市民は知事とは呼ばずに「知事代行」あるいは「副知事」と呼び続けた。

## 原註
^[a]Powell, Encyclopedia of Kentucky, and NGA give Madison's birthplace as Augusta County. Harrison and Hopkins both give Rockingham County.

^[b]Encyclopedia of Kentucky names these four children. Powell names only two: George and Myra. Hopkins references five children, but does not name them.

## 関連図書
- Brown, Orlando (July 1951). “The Governors of Kentucky”. The Register of the Kentucky Historical Society 49 (3):  pp. 202–212.
- Lewis, William Terrell (1893). Genealogy of the Lewis Family in America: From the Middle of the Seventeenth Century Down to the Present Time. Courier-Journal Job Printing Company. p. 397 2008年1月10日閲覧。
- Eli Smith, A Funeral Sermon on the Death of Governor Madison (Frankfort: Gerard & Kendall), 1817.